# Hot Club de Rennes
Le Hot Club de Rennes est un club de jazz de Rennes, ouvert de 1941 à 1952. 

## Le club
Fondé en juin 1941 sous l'occupation, malgré l'interdiction des autorités nazies de pratiquer le jazz, à l'initiative de Jacques Souplet et d'Alain Gastinel dans la lignée du Hot Club de France,, il va réunir une trentaine d'adeptes au 17 de la rue Saint-Georges à Rennes de 1941 à 1952. 
Le lieu comporte un bar, un studio de répétition, une salle d'écoute des disques, et propose des conférences. Les cinq premiers festivals de jazz à Rennes sont organisés par le Hot Club,, le premier ayant lieu le 23 février 1942.

## Postérité
Une compilation de titres enregistrés en 1947 pour le label Pacific a fait l'objet d'une réédition en 2021 par le label rennais 3615 Records.
Fin 2022, une formation reprenant le nom du club se lance et organise depuis des sessions et des concerts, et participe aussi à des festivals,.